# La Motte-Picquet – Grenelle metróállomás
A La Motte-Picquet – Grenelle egy felszíni metróállomás Franciaországban, Párizsban a párizsi metró 6-os, 8-as és 10-es vonalán. Tulajdonosa és üzemeltetője a RATP.

## Metróvonalak
Az állomást az alábbi metróvonalak érintik:
- 6-os metróvonal
- 8-as metróvonal
- 10-es metróvonal

## Kapcsolódó állomások
A metróállomáshoz az alábbi állomások vannak a legközelebb:
- Dupleix (Charles de Gaulle - Étoile, 6-os metróvonal)
- Cambronne (Nation, 6-os metróvonal)
- Commerce (Balard, 8-as metróvonal)
- École Militaire (Pointe du Lac, 8-as metróvonal)
- Avenue Émile Zola (Boulogne – Pont de Saint-Cloud, 10-es metróvonal)
- Ségur (Gare d’Austerlitz, 10-es metróvonal)